# アラスカ州選出のアメリカ合衆国上院議員
アラスカ州は1959年1月3日に連邦に加わった。アラスカ州の上院議員は第2部と第3部に属している。現在の上院議員はダン・サリバンとリーサ・マーカウスキーである。

## 上院議員一覧
| 第2部 第2部の上院議員は2002年, 2008年, 2014年,2020年に改選されている。次の選挙は2026年に予定されている。 | 第2部 第2部の上院議員は2002年, 2008年, 2014年,2020年に改選されている。次の選挙は2026年に予定されている。 | 第2部 第2部の上院議員は2002年, 2008年, 2014年,2020年に改選されている。次の選挙は2026年に予定されている。 | 第2部 第2部の上院議員は2002年, 2008年, 2014年,2020年に改選されている。次の選挙は2026年に予定されている。 | 第2部 第2部の上院議員は2002年, 2008年, 2014年,2020年に改選されている。次の選挙は2026年に予定されている。 | 第2部 第2部の上院議員は2002年, 2008年, 2014年,2020年に改選されている。次の選挙は2026年に予定されている。 | 議会                                   | 第3部 第3部の上院議員は2004年, 2010年,2016年,2022年に改選されている。次の選挙は2028年に予定されている。 | 第3部 第3部の上院議員は2004年, 2010年,2016年,2022年に改選されている。次の選挙は2028年に予定されている。 | 第3部 第3部の上院議員は2004年, 2010年,2016年,2022年に改選されている。次の選挙は2028年に予定されている。 | 第3部 第3部の上院議員は2004年, 2010年,2016年,2022年に改選されている。次の選挙は2028年に予定されている。 | 第3部 第3部の上院議員は2004年, 2010年,2016年,2022年に改選されている。次の選挙は2028年に予定されている。 | 第3部 第3部の上院議員は2004年, 2010年,2016年,2022年に改選されている。次の選挙は2028年に予定されている。 |
| # | 氏名 | 所属政党                                                                                                 | 在職期間                                                                                                 | 選挙歴                                                                                                   | 任期 | 議会                                   | 任期 | 選挙歴                                                                                                  | 在職期間                                                                                                | 所属政党                                                                                                | 氏名 | # |
| 1 | ボブ・バートレット                                                                                       | 民主党                                                                                                   | 1959年1月3日 – 1968年12月11日                                                                            | 1958年選出                                                                                               | 1 | 86                                     | 1 | 1958年選出                                                                                              | 1959年1月3日 – 1969年1月3日                                                                             | 民主党                                                                                                  | アーネスト・グリューニング                                                                              | 1 |
| 1 | ボブ・バートレット                                                                                       | 民主党                                                                                                   | 1959年1月3日 – 1968年12月11日                                                                            | 1960年選出                                                                                               | 2 | 87                                     | 1 | 1958年選出                                                                                              | 1959年1月3日 – 1969年1月3日                                                                             | 民主党                                                                                                  | アーネスト・グリューニング                                                                              | 1 |
| 1 | ボブ・バートレット                                                                                       | 民主党                                                                                                   | 1959年1月3日 – 1968年12月11日                                                                            | 1960年選出                                                                                               | 2 | 88                                     | 2 | 1962年選出 再指名に失敗                                                                                 | 1959年1月3日 – 1969年1月3日                                                                             | 民主党                                                                                                  | アーネスト・グリューニング                                                                              | 1 |
| 1 | ボブ・バートレット                                                                                       | 民主党                                                                                                   | 1959年1月3日 – 1968年12月11日                                                                            | 1960年選出                                                                                               | 2 | 89                                     | 2 | 1962年選出 再指名に失敗                                                                                 | 1959年1月3日 – 1969年1月3日                                                                             | 民主党                                                                                                  | アーネスト・グリューニング                                                                              | 1 |
| 1 | ボブ・バートレット                                                                                       | 民主党                                                                                                   | 1959年1月3日 – 1968年12月11日                                                                            | 1966年選出 死去                                                                                          | 3 | 90                                     | 2 | 1962年選出 再指名に失敗                                                                                 | 1959年1月3日 – 1969年1月3日                                                                             | 民主党                                                                                                  | アーネスト・グリューニング                                                                              | 1 |
| 空席 | 空席 | 空席 | 1968年12月11日 – 1968年12月24日                                                                          | | 3 | 90                                     | 2 | 1962年選出 再指名に失敗                                                                                 | 1959年1月3日 – 1969年1月3日                                                                             | 民主党                                                                                                  | アーネスト・グリューニング                                                                              | 1 |
| 2 | テッド・スティーヴンス                                                                                   | 共和党                                                                                                   | 1968年12月24日 – 2009年1月3日                                                                            | バーレットの死去により任命 1970年選出                                                                    | 3 | 90                                     | 2 | 1962年選出 再指名に失敗                                                                                 | 1959年1月3日 – 1969年1月3日                                                                             | 民主党                                                                                                  | アーネスト・グリューニング                                                                              | 1 |
| 2 | テッド・スティーヴンス                                                                                   | 共和党                                                                                                   | 1968年12月24日 – 2009年1月3日                                                                            | バーレットの死去により任命 1970年選出                                                                    | 3 | 91                                     | 3 | 1968年選出                                                                                              | 1969年1月3日 – 1981年1月3日                                                                             | 民主党                                                                                                  | マイク・グラベル                                                                                        | 2 |
| 2 | テッド・スティーヴンス                                                                                   | 共和党                                                                                                   | 1968年12月24日 – 2009年1月3日                                                                            | バーレットの死去により任命 1970年選出                                                                    | 3 | 92                                     | 3 | 1968年選出                                                                                              | 1969年1月3日 – 1981年1月3日                                                                             | 民主党                                                                                                  | マイク・グラベル                                                                                        | 2 |
| 2 | テッド・スティーヴンス                                                                                   | 共和党                                                                                                   | 1968年12月24日 – 2009年1月3日                                                                            | 1972年選出                                                                                               | 4 | 93                                     | 3 | 1968年選出                                                                                              | 1969年1月3日 – 1981年1月3日                                                                             | 民主党                                                                                                  | マイク・グラベル                                                                                        | 2 |
| 2 | テッド・スティーヴンス                                                                                   | 共和党                                                                                                   | 1968年12月24日 – 2009年1月3日                                                                            | 1972年選出                                                                                               | 4 | 94                                     | 4 | 1974年選出 再指名に失敗                                                                                 | 1969年1月3日 – 1981年1月3日                                                                             | 民主党                                                                                                  | マイク・グラベル                                                                                        | 2 |
| 2 | テッド・スティーヴンス                                                                                   | 共和党                                                                                                   | 1968年12月24日 – 2009年1月3日                                                                            | 1972年選出                                                                                               | 4 | 95                                     | 4 | 1974年選出 再指名に失敗                                                                                 | 1969年1月3日 – 1981年1月3日                                                                             | 民主党                                                                                                  | マイク・グラベル                                                                                        | 2 |
| 2 | テッド・スティーヴンス                                                                                   | 共和党                                                                                                   | 1968年12月24日 – 2009年1月3日                                                                            | 1978年選出                                                                                               | 5 | 96                                     | 4 | 1974年選出 再指名に失敗                                                                                 | 1969年1月3日 – 1981年1月3日                                                                             | 民主党                                                                                                  | マイク・グラベル                                                                                        | 2 |
| 2 | テッド・スティーヴンス                                                                                   | 共和党                                                                                                   | 1968年12月24日 – 2009年1月3日                                                                            | 1978年選出                                                                                               | 5 | 97                                     | 5 | 1980年選出                                                                                              | 1981年1月3日 – 2002年12月2日                                                                            | 共和党                                                                                                  | フランク・マーカウスキー                                                                                | 3 |
| 2 | テッド・スティーヴンス                                                                                   | 共和党                                                                                                   | 1968年12月24日 – 2009年1月3日                                                                            | 1978年選出                                                                                               | 5 | 98                                     | 5 | 1980年選出                                                                                              | 1981年1月3日 – 2002年12月2日                                                                            | 共和党                                                                                                  | フランク・マーカウスキー                                                                                | 3 |
| 2 | テッド・スティーヴンス                                                                                   | 共和党                                                                                                   | 1968年12月24日 – 2009年1月3日                                                                            | 1984年選出                                                                                               | 6 | 99                                     | 5 | 1980年選出                                                                                              | 1981年1月3日 – 2002年12月2日                                                                            | 共和党                                                                                                  | フランク・マーカウスキー                                                                                | 3 |
| 2 | テッド・スティーヴンス                                                                                   | 共和党                                                                                                   | 1968年12月24日 – 2009年1月3日                                                                            | 1984年選出                                                                                               | 6 | 100                                    | 6 | 1986年選出                                                                                              | 1981年1月3日 – 2002年12月2日                                                                            | 共和党                                                                                                  | フランク・マーカウスキー                                                                                | 3 |
| 2 | テッド・スティーヴンス                                                                                   | 共和党                                                                                                   | 1968年12月24日 – 2009年1月3日                                                                            | 1984年選出                                                                                               | 6 | 101                                    | 6 | 1986年選出                                                                                              | 1981年1月3日 – 2002年12月2日                                                                            | 共和党                                                                                                  | フランク・マーカウスキー                                                                                | 3 |
| 2 | テッド・スティーヴンス                                                                                   | 共和党                                                                                                   | 1968年12月24日 – 2009年1月3日                                                                            | 1990年選出                                                                                               | 7 | 102                                    | 6 | 1986年選出                                                                                              | 1981年1月3日 – 2002年12月2日                                                                            | 共和党                                                                                                  | フランク・マーカウスキー                                                                                | 3 |
| 2 | テッド・スティーヴンス                                                                                   | 共和党                                                                                                   | 1968年12月24日 – 2009年1月3日                                                                            | 1990年選出                                                                                               | 7 | 103                                    | 7 | 1992年選出                                                                                              | 1981年1月3日 – 2002年12月2日                                                                            | 共和党                                                                                                  | フランク・マーカウスキー                                                                                | 3 |
| 2 | テッド・スティーヴンス                                                                                   | 共和党                                                                                                   | 1968年12月24日 – 2009年1月3日                                                                            | 1990年選出                                                                                               | 7 | 104                                    | 7 | 1992年選出                                                                                              | 1981年1月3日 – 2002年12月2日                                                                            | 共和党                                                                                                  | フランク・マーカウスキー                                                                                | 3 |
| 2 | テッド・スティーヴンス                                                                                   | 共和党                                                                                                   | 1968年12月24日 – 2009年1月3日                                                                            | 1996年選出                                                                                               | 8 | 105                                    | 7 | 1992年選出                                                                                              | 1981年1月3日 – 2002年12月2日                                                                            | 共和党                                                                                                  | フランク・マーカウスキー                                                                                | 3 |
| 2 | テッド・スティーヴンス                                                                                   | 共和党                                                                                                   | 1968年12月24日 – 2009年1月3日                                                                            | 1996年選出                                                                                               | 8 | 106                                    | 8 | 1998年選出 アラスカ州知事就任のため辞職                                                                 | 1981年1月3日 – 2002年12月2日                                                                            | 共和党                                                                                                  | フランク・マーカウスキー                                                                                | 3 |
| 2 | テッド・スティーヴンス                                                                                   | 共和党                                                                                                   | 1968年12月24日 – 2009年1月3日                                                                            | 1996年選出                                                                                               | 8 | 107                                    | 8 | 1998年選出 アラスカ州知事就任のため辞職                                                                 | 1981年1月3日 – 2002年12月2日                                                                            | 共和党                                                                                                  | フランク・マーカウスキー                                                                                | 3 |
| 2 | テッド・スティーヴンス                                                                                   | 共和党                                                                                                   | 1968年12月24日 – 2009年1月3日                                                                            | 1996年選出                                                                                               | 8 |                                        | 8 | 2002年12月2日 – 2002年12月20日                                                                          | 空席 | 空席 | 空席 | |
| 2 | テッド・スティーヴンス                                                                                   | 共和党                                                                                                   | 1968年12月24日 – 2009年1月3日                                                                            | 1996年選出                                                                                               | 8 | フランク・マーカウスキー辞職のため任命 | 8 | 2002年12月20日 – 現職                                                                                   | 共和党                                                                                                  | リーサ・マーカウスキー                                                                                  | 4 | |
| 2 | テッド・スティーヴンス                                                                                   | 共和党                                                                                                   | 1968年12月24日 – 2009年1月3日                                                                            | 2002年選出 再選に失敗                                                                                    | 9 | フランク・マーカウスキー辞職のため任命 | 8 | 2002年12月20日 – 現職                                                                                   | 共和党                                                                                                  | リーサ・マーカウスキー                                                                                  | 4 | 108 |
| 2 | テッド・スティーヴンス                                                                                   | 共和党                                                                                                   | 1968年12月24日 – 2009年1月3日                                                                            | 2002年選出 再選に失敗                                                                                    | 9 | 109                                    | 9 | 2002年12月20日 – 現職                                                                                   | 共和党                                                                                                  | リーサ・マーカウスキー                                                                                  | 4 | 2004年選出                                                                                              |
| 2 | テッド・スティーヴンス                                                                                   | 共和党                                                                                                   | 1968年12月24日 – 2009年1月3日                                                                            | 2002年選出 再選に失敗                                                                                    | 9 | 110                                    | 9 | 2002年12月20日 – 現職                                                                                   | 共和党                                                                                                  | リーサ・マーカウスキー                                                                                  | 4 | 2004年選出                                                                                              |
| 3 | マーク・べギッチ                                                                                         | 民主党                                                                                                   | 2009年1月3日 – 2015年1月3日                                                                              | 2008年選出. 再選に失敗                                                                                   | 10 | 111                                    | 9 | 2002年12月20日 – 現職                                                                                   | 共和党                                                                                                  | リーサ・マーカウスキー                                                                                  | 4 | 2004年選出                                                                                              |
| 3 | マーク・べギッチ                                                                                         | 民主党                                                                                                   | 2009年1月3日 – 2015年1月3日                                                                              | 2008年選出. 再選に失敗                                                                                   | 10 | 112                                    | 10 | 2002年12月20日 – 現職                                                                                   | 共和党                                                                                                  | リーサ・マーカウスキー                                                                                  | 4 | 再指名に失敗, 記入候補として2010年再選                                                                  |
| 3 | マーク・べギッチ                                                                                         | 民主党                                                                                                   | 2009年1月3日 – 2015年1月3日                                                                              | 2008年選出. 再選に失敗                                                                                   | 10 | 113                                    | 10 | 2002年12月20日 – 現職                                                                                   | 共和党                                                                                                  | リーサ・マーカウスキー                                                                                  | 4 | 再指名に失敗, 記入候補として2010年再選                                                                  |
| 4 | ダン・サリバン                                                                                           | 共和党                                                                                                   | 2015年1月3日 – 現職                                                                                      | 2014年選出                                                                                               | 11 | 114                                    | 10 | 2002年12月20日 – 現職                                                                                   | 共和党                                                                                                  | リーサ・マーカウスキー                                                                                  | 4 | 再指名に失敗, 記入候補として2010年再選                                                                  |
| 4 | ダン・サリバン                                                                                           | 共和党                                                                                                   | 2015年1月3日 – 現職                                                                                      | 2014年選出                                                                                               | 11 | 115                                    | 11 | 2002年12月20日 – 現職                                                                                   | 共和党                                                                                                  | リーサ・マーカウスキー                                                                                  | 4 | 2016年選出                                                                                              |
| 4 | ダン・サリバン                                                                                           | 共和党                                                                                                   | 2015年1月3日 – 現職                                                                                      | 2014年選出                                                                                               | 11 | 116                                    | 11 | 2002年12月20日 – 現職                                                                                   | 共和党                                                                                                  | リーサ・マーカウスキー                                                                                  | 4 | 2016年選出                                                                                              |
| 4 | ダン・サリバン                                                                                           | 共和党                                                                                                   | 2015年1月3日 – 現職                                                                                      | 2020年選出                                                                                               | 12 | 117                                    | 11 | 2002年12月20日 – 現職                                                                                   | 共和党                                                                                                  | リーサ・マーカウスキー                                                                                  | 4 | 2016年選出                                                                                              |
| 4 | ダン・サリバン                                                                                           | 共和党                                                                                                   | 2015年1月3日 – 現職                                                                                      | 2020年選出                                                                                               | 12 | 118                                    | 12 | 2002年12月20日 – 現職                                                                                   | 共和党                                                                                                  | リーサ・マーカウスキー                                                                                  | 4 | 2022年選出                                                                                              |
| 4 | ダン・サリバン                                                                                           | 共和党                                                                                                   | 2015年1月3日 – 現職                                                                                      | 2020年選出                                                                                               | 12 | 119                                    | 12 | 2002年12月20日 – 現職                                                                                   | 共和党                                                                                                  | リーサ・マーカウスキー                                                                                  | 4 | 2022年選出                                                                                              |
| 2026年改選予定                                                                                           | 2026年改選予定                                                                                           | 2026年改選予定                                                                                           | 2026年改選予定                                                                                           | 2026年改選予定                                                                                           | 13 | 120                                    | 12 | 2002年12月20日 – 現職                                                                                   | 共和党                                                                                                  | リーサ・マーカウスキー                                                                                  | 4 | 2022年選出                                                                                              |
| 2026年改選予定                                                                                           | 2026年改選予定                                                                                           | 2026年改選予定                                                                                           | 2026年改選予定                                                                                           | 2026年改選予定                                                                                           | 13 | 121                                    | 2028年改選予定                                                                                          | 2028年改選予定                                                                                          | 2028年改選予定                                                                                          | 2028年改選予定                                                                                          | 2028年改選予定                                                                                          | 2028年改選予定                                                                                          |
| 2026年改選予定                                                                                           | 2026年改選予定                                                                                           | 2026年改選予定                                                                                           | 2026年改選予定                                                                                           | 2026年改選予定                                                                                           | 13 | 122                                    | 2028年改選予定                                                                                          | 2028年改選予定                                                                                          | 2028年改選予定                                                                                          | 2028年改選予定                                                                                          | 2028年改選予定                                                                                          | 2028年改選予定                                                                                          |
| # | 氏名 | 所属政党                                                                                                 | 在職期間                                                                                                 | 選挙歴                                                                                                   | 任 期 |                                        | 任 期                                                                                                   | 選挙歴                                                                                                  | 在職期間                                                                                                | 所属政党                                                                                                | 氏名 | # |
| 第2部 | 第2部 | 第2部 | 第2部 | 第2部 | 第2部 | 第3部                                  | 第3部                                                                                                   | 第3部                                                                                                   | 第3部                                                                                                   | 第3部                                                                                                   | 第3部                                                                                                   | |